# 埃埃卡特尔

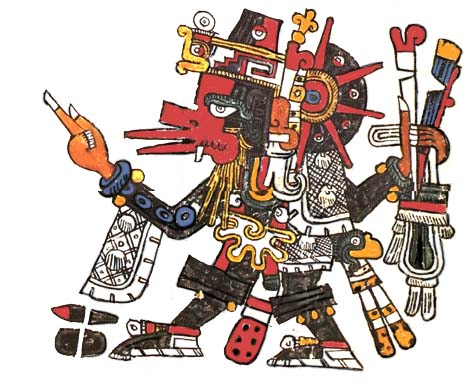
波吉亚手抄本中的埃赫卡特尔-克特萨尔科瓦特尔形象

埃埃卡特尔是前哥伦布时期中美洲神话（以阿兹特克神话为主）中的风神。他在纳瓦文化中常被视为羽蛇神的一个面相，故有埃埃卡特尔-克特萨尔科瓦特尔（Ehecatl-Quetzalcoatl，其中Quetzalcoatl 即羽蛇神之名）之称。在创世说中他被视作创世神之一。

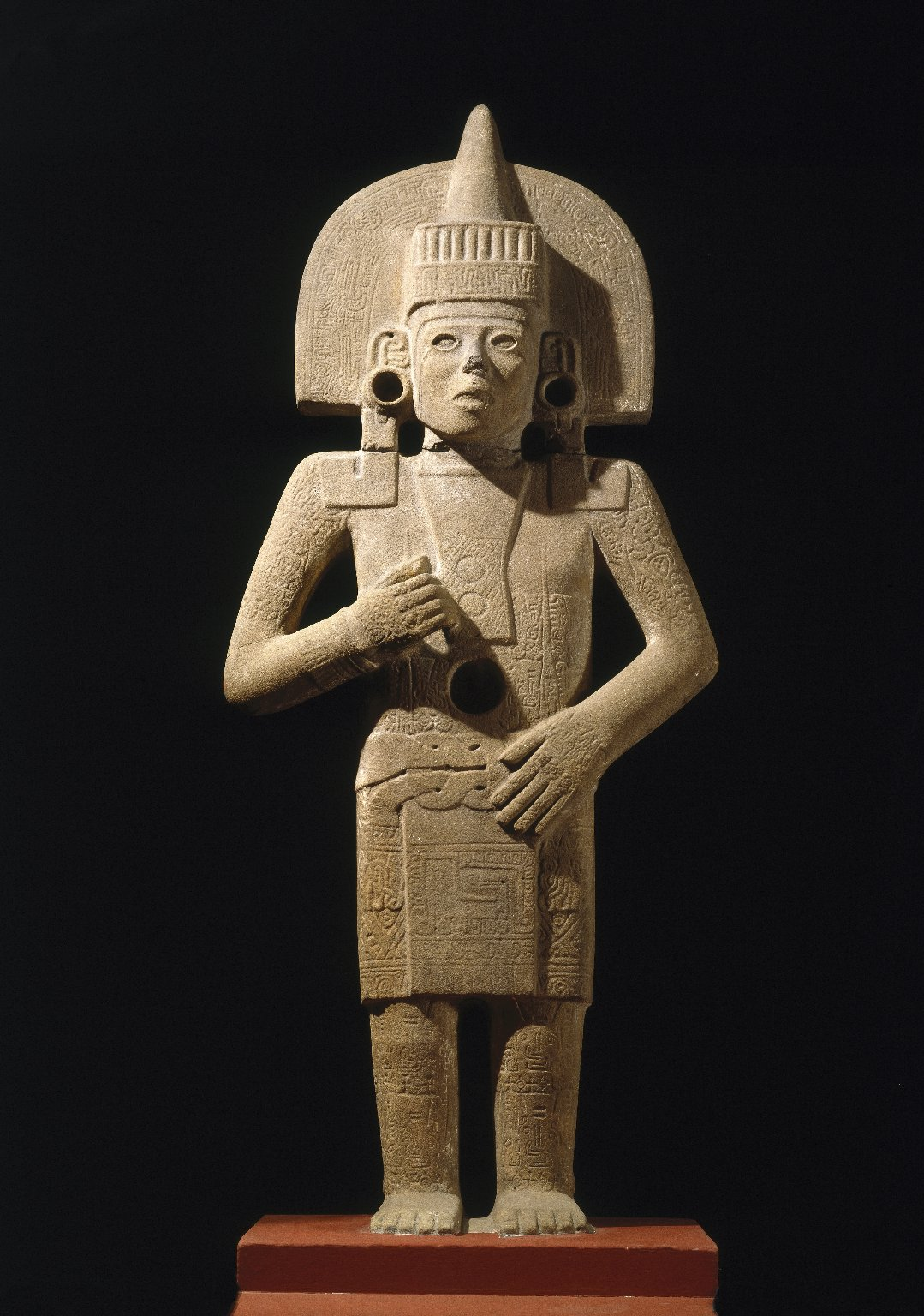
布鲁克林博物馆中的埃赫卡特尔-克特萨尔科瓦特尔

因风有多种方向，所以埃埃卡特尔亦是代表罗盘各个方向的神祇。祭祀埃赫卡特尔的神庙为减小空气阻力而建造成圆柱形，且埃埃卡特尔有时被描绘为覆着两张面具的人，风通过这两张面具吹出。

## 引注
1. ↑  Miller and Taube (1993, p. 84)
2. ↑  Miller and Taube (1993, pp. 70,84)